# Manassé Nzobonimpa
 (mai 2015).
Si vous disposez d'ouvrages ou d'articles de référence ou si vous connaissez des sites web de qualité traitant du thème abordé ici, merci de compléter l'article en donnant les références utiles à sa vérifiabilité et en les liant à la section « Notes et références ».
Manassé Nzobonimpa, né en 1957 à Mitakataka (Bubanza), est un homme politique burundais. Le monde médiatique burundais commence à s'intéresser à lui pendant la guerre civile de 1993-2004 lorsqu'il libéra Joseph Nduhirubusa, un religieux catholique capturé par les combattants du CNDD FDD. Manassé est alors Major dans les rangs de ce dernier.

## Biographie
C'est un ancien colonel, député de l'Assemblée législative est-africaine, Secrétaire Général du CNDD-FDD et gouverneur de sa province natale de Bubanza. Il est considéré comme une des personnalités clés de cette province

## Polémique et exil
En 2011, Manassé Nzobonimpa a fait des déclarations publiques, accusant un groupe de fonctionnaires issus du parti CNDD-FDD de corruption, assassinats et autres violations des droits de l'homme.
Il part ensuite en exil avec sa famille. En 2015, Manassé Nzobonimpa a critiqué le troisième mandat du président en exercice Pierre Nkurunziza que l'opposition jugeait non conforme à la constitution burundaise.